# Средно училище „Черноризец Храбър“ (Велики Преслав)
Средно училище „Черноризец Храбър“ е средно училище в град Велики Преслав, община Велики Преслав, област Шумен. Разположено е на адрес ул. „Слави Петков“ № 6. В него учат ученици от 1 до 12 клас. То е с общинско финансиране. Обучението се извършва в 1 учебна смяна. Директор на училището е Жасмина Станчева.